# Bois d'Orange
Bois d'Orange es una localidad de Santa Lucía que forma parte del distrito de Gros Islet.